# Namerikawa
Namerikawa (滑川市 Namerikawa-shi?) es una ciudad en la prefectura de Toyama, Japón, localizada en la parte centro-oeste de la isla de Honshū, en la región de Chūbu. Tenía una población estimada de 32 317 habitantes el 1 de marzo de 2021 y una densidad de población de 230 personas por km². La costa de Namerikawa es el hábitat del famoso calamar luciérnaga (ほたるいか hotaru-ika?), que emerge anualmente en un fenómeno que ha sido designado Monumento Natural Especial por el gobierno japonés.

## Geografía
Namerikawa se encuentra localizada en el noreste de la prefectura de Toyama, en el delta del río Hayatsuki en la costa del mar de Japón (bahía de Toyama). Namerikawa se encuentra a 1 hora en avión (a través del aeropuerto de Toyama), a 3 horas en tren y a 5 horas en coche desde Tokio. Desde marzo de 2015, el acceso ferroviario es posible a través del tren de alta velocidad Hokuriku Shinkansen desde la cercana Toyama. El área de la ciudad está formada en el abanico aluvial entre el río Hayatsuki y el río Kamiichi.

## Historia
El área de la actual Namerikawa era parte de la antigua provincia de Etchū. Durante el período Heian, gran parte del área era parte del shōen controlado por el santuario Yasaka en Kioto. Durante el período Edo era parte del territorio controlado por el clan Maeda del dominio Kaga. Con el establecimiento del sistema de municipios modernos el 1 de abril de 1889, la ciudad de Namerkawa fue creada dentro del distrito de Nakaniikawa. El 1 de noviembre de 1953, Namerigawa se fusionó con las aldeas vecinas de Nakakazumi, Higashikazumi, Nishikazumi, Kitakazumi, Hamakazumi y Hayatsukikazumi. Fue elevado al estado de ciudad el 1 de noviembre de 1954.

## Demografía
Según los datos del censo japonés, la población de Namerikawa ha crecido ligeramente en los últimos 40 años.
| Gráfica de evolución demográfica de Namerikawa entre 1960 y 2015 |
|                                                                  |
| Oficina de Estadística de Japón                                  |

### Clima
La ciudad tiene un clima continental húmedo (Cfa en la clasificación climática de Köppen) caracterizado por los veranos suaves e inviernos fríos con fuertes nevadas. La temperatura media anual en Namerikawa es de 13.9 °C. La precipitación media anual es de 2317 mm siendo septiembre el mes más húmedo. Las temperaturas son más altas en promedio en agosto, alrededor de 26.4 °C, y más bajas en enero, alrededor de 2.6 °C.
| Parámetros climáticos promedio de Namerikawa | Parámetros climáticos promedio de Namerikawa | Parámetros climáticos promedio de Namerikawa | Parámetros climáticos promedio de Namerikawa | Parámetros climáticos promedio de Namerikawa | Parámetros climáticos promedio de Namerikawa | Parámetros climáticos promedio de Namerikawa | Parámetros climáticos promedio de Namerikawa | Parámetros climáticos promedio de Namerikawa | Parámetros climáticos promedio de Namerikawa | Parámetros climáticos promedio de Namerikawa | Parámetros climáticos promedio de Namerikawa | Parámetros climáticos promedio de Namerikawa | Parámetros climáticos promedio de Namerikawa |
| Mes                                          | Ene.                                         | Feb.                                         | Mar.                                         | Abr.                                         | May.                                         | Jun.                                         | Jul.                                         | Ago.                                         | Sep.                                         | Oct.                                         | Nov.                                         | Dic.                                         | Anual                                        |
| -------------------------------------------- | -------------------------------------------- | -------------------------------------------- | -------------------------------------------- | -------------------------------------------- | -------------------------------------------- | -------------------------------------------- | -------------------------------------------- | -------------------------------------------- | -------------------------------------------- | -------------------------------------------- | -------------------------------------------- | -------------------------------------------- | -------------------------------------------- |
| Temp. máx. media (°C)                        | 5.8                                          | 6.5                                          | 10.3                                         | 16.7                                         | 21.8                                         | 24.7                                         | 28.9                                         | 30.6                                         | 26.2                                         | 20.6                                         | 15.2                                         | 9.5                                          | 18.1                                         |
| Temp. media (°C)                             | 2.6                                          | 2.9                                          | 5.9                                          | 11.5                                         | 16.8                                         | 20.8                                         | 25                                           | 26.4                                         | 22.1                                         | 16.1                                         | 10.7                                         | 5.8                                          | 13.9                                         |
| Temp. mín. media (°C)                        | -0.6                                         | -0.6                                         | 1.5                                          | 6.4                                          | 11.8                                         | 16.9                                         | 21.2                                         | 22.2                                         | 18.1                                         | 11.7                                         | 6.3                                          | 2.1                                          | 9.8                                          |
| Precipitación total (mm)                     | 274                                          | 185                                          | 165                                          | 141                                          | 138                                          | 178                                          | 224                                          | 151                                          | 216                                          | 176                                          | 185                                          | 284                                          | 2317                                         |
| Fuente:                                      |                                              |                                              |                                              |                                              |                                              |                                              |                                              |                                              |                                              |                                              |                                              |                                              |                                              |

## Ciudades hermanas
Namerikawa tiene varias ciudades hermanas:
- Komoro, Nagano (1974);
- Toyokoro, Hokkaidō (1984);
- Nasushiobara, Tochigi (1996);
- Schaumburg (Illinois), EE. UU. (1997).[13]